# Gallo Lungo
Il Gallo Lungo è un'isola dell'Italia, in Campania. Appartenente al comune di Positano, fa parte del gruppo de Li Galli.

## Geografia
Il Gallo Lungo è la più grande delle tre isole de Li Galli, con la forma di una lunga falce (o di un delfino), la cui concavità, guardante verso La Castelluccia e La Rotonda, definisce una rada chiusa e protetta dagli altri isolotti. Sul lato convesso di Gallo Lungo, è scavata una piccola cala, detta "la Praja", con una spiaggia molto corta, ma che permette alle barche di ancorarsi. Sul fondo della cala vi è una casetta, mentre alla sommità brulla del Gallo Lungo è presente una torre costiera di guardia.